# گنبد گبری طارس (برج سنگی)
گنبد گبری طارس (برج سنگی) مربوط به دوران‌های تاریخی پس از اسلام است و در شهرستان فیروزکوه، روستای طارس واقع شده و این اثر در تاریخ ۲۰ آذر ۱۳۷۹ با شمارهٔ ثبت ۲۹۳۶ به‌عنوان یکی از آثار ملی ایران به ثبت رسیده است.